# Cmentarz miejski w Buczaczu
Cmentarz miejski w Buczaczu – zabytkowa nekropolia w Buczaczu, położona w południowo-wschodniej części miasta na malowniczym wzgórzu góry Fedor za klasztorem bazylianów. Nekropolia posiada charakter komunalny.

## Historia
Założona pod koniec XVIII w. Jej powstanie należy powiązać z edyktem cesarza Józefa II o przeniesieniu cmentarzy poza osiedla, który ogłosił 9 września 1784. Pierwotnie cmentarz był przeznaczony dla wiernych obrządków rzymsko- i greckokatolickiego. Jest wyraźnie podzielony na 2 części – starszą (większość jej pochówków z XIX w.) i nowszą (pochówki przede wszystkim XX w.).
Kaplica rodowa hrabiów Potockich (zbudowana w latach 1812–1815) jest w znacznym stopniu zdewastowana za czasów radzieckich.   
W roku 2003 d-r Władysław Szklarz, burmistrz Wiązowa, ówczesny prezes Oddziału Buczacz we Wrocławiu Towarzystwa Miłośników Lwowa i Kresów Południowo-Wschodnich spisał z większości nagrobków nazwiska i daty życia pochowanych osób.

## Pochowane na cmentarzu osoby

### Polacy
- kanonicy, właściciele Buczacza Kajetan i Paweł Potoccy
- ks. Maciej Andrzejowski, proboszcz w Buczaczu
- Józef Chlebek, nauczyciel, profesor w miejscowym gimnazjum
- Lesław Chlebek, wojskowy i nauczyciel, syn Józefa
- Michał Dąbrowski, proboszcz w Buczaczu[3][4]
- dr Edward Krzyżanowski, lekarz, honorowy obywatel miasta Buczacza
- Emil Schutt, c. k. starosta, obywatel honorowy miasta Buczacza
- Józef Popkiewicz, c. k. starosta i sędzia powiatowy
- Jozio Zych, wykonawca nagrobka firma Henryka Perier we Lwowie
- Gustawa Janicka, matka Jerzego Janickiego[5]
- Michał Kazimierz Wrzak (1877-1931)[6] – polski nauczyciel, dyrektor szkoły powszechnej im. A. Mickiewicza w Buczaczu[7]

### Ukraińcy
- Olha Dubiwna (wzgl. Olga Dubówna), nauczycielka
- Kłymentij Rohozyńskyj, posadnik Buczacza
- Teodor Markiw (wzgl. Teodor Marków), naczelnik sądu powiatowego w Buczaczu w 1911, radca wyższego sądu krajowego Królestwa Galicji i Lodomerii[8], sędzia powiatowy czasów Zachodnioukraińskiej Republiki Ludowej (ZURL)
- Wołodymyr Woroniuk, malarz

### Austriacy
- Ludwig Keller

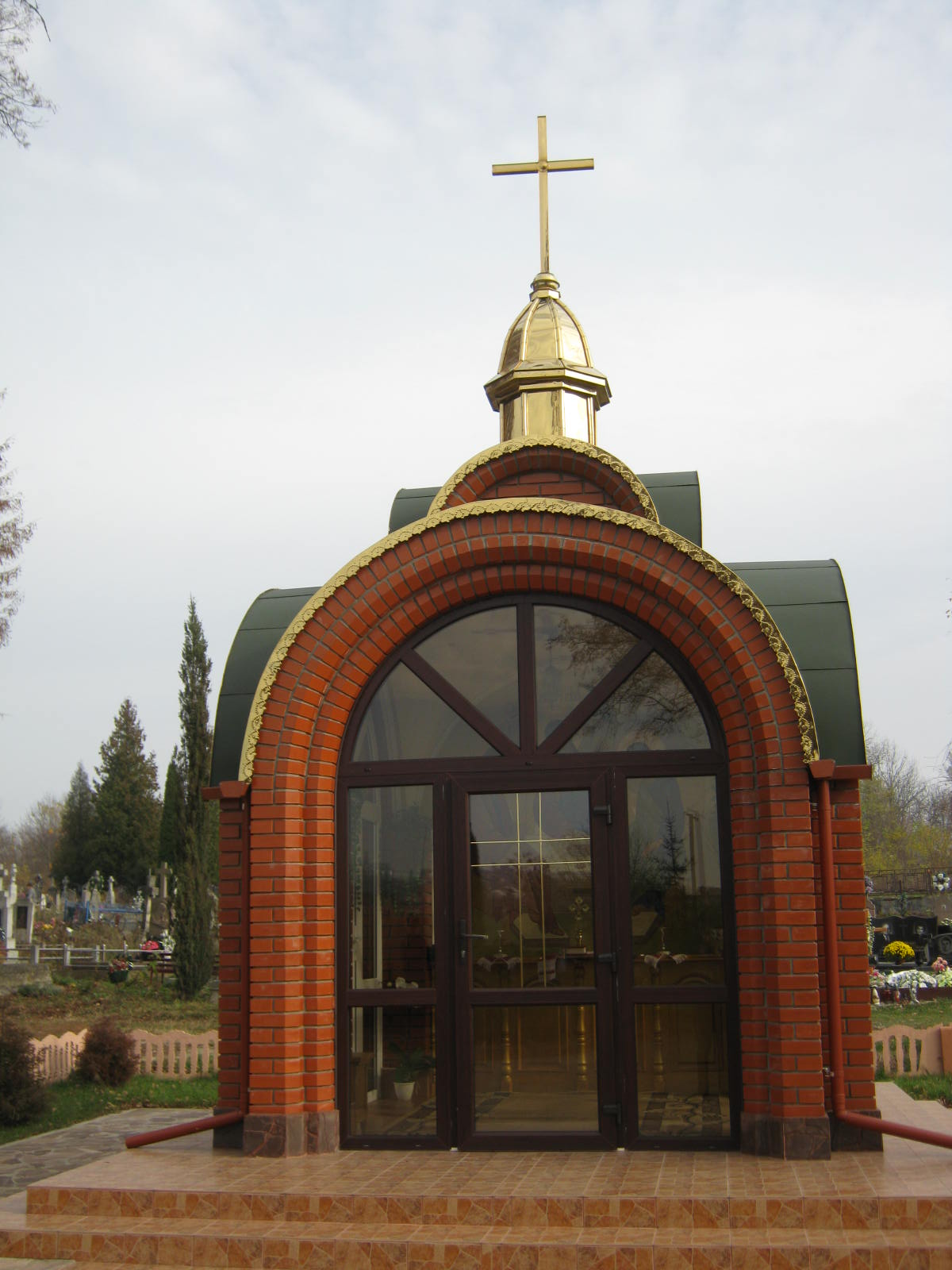
kaplica prawosławna
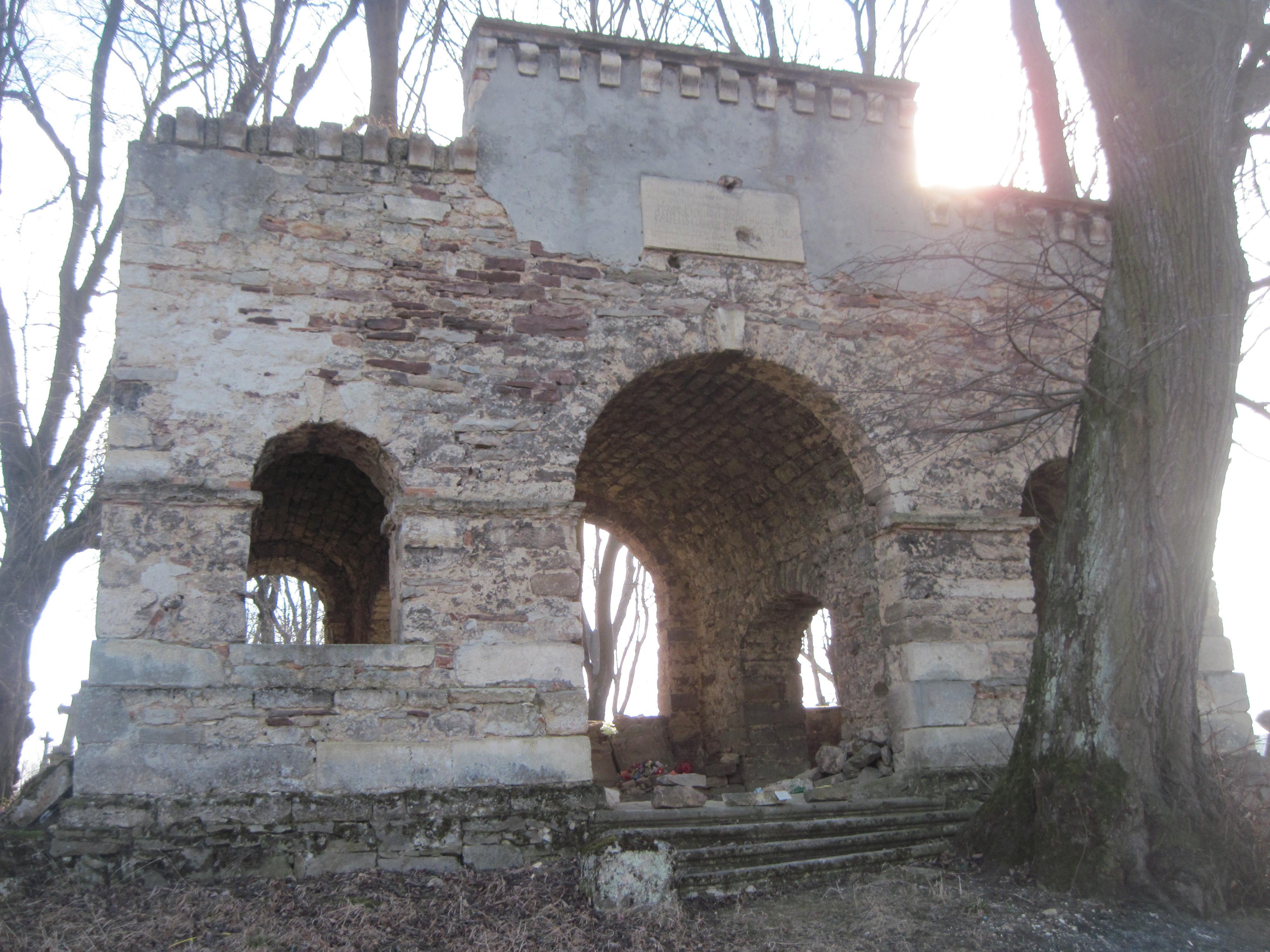
kaplica Potockich, widok frontalny
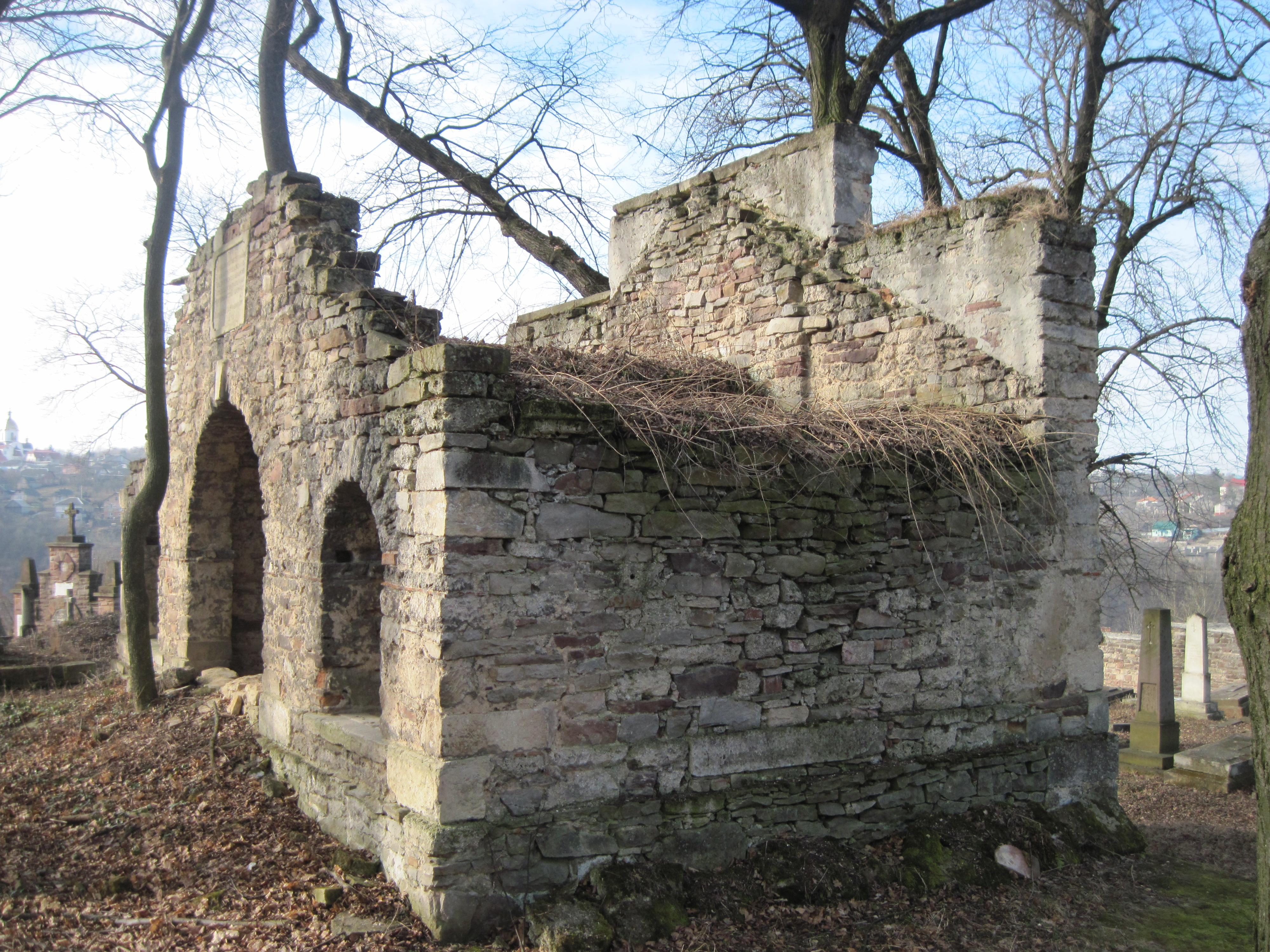
kaplica Potockich
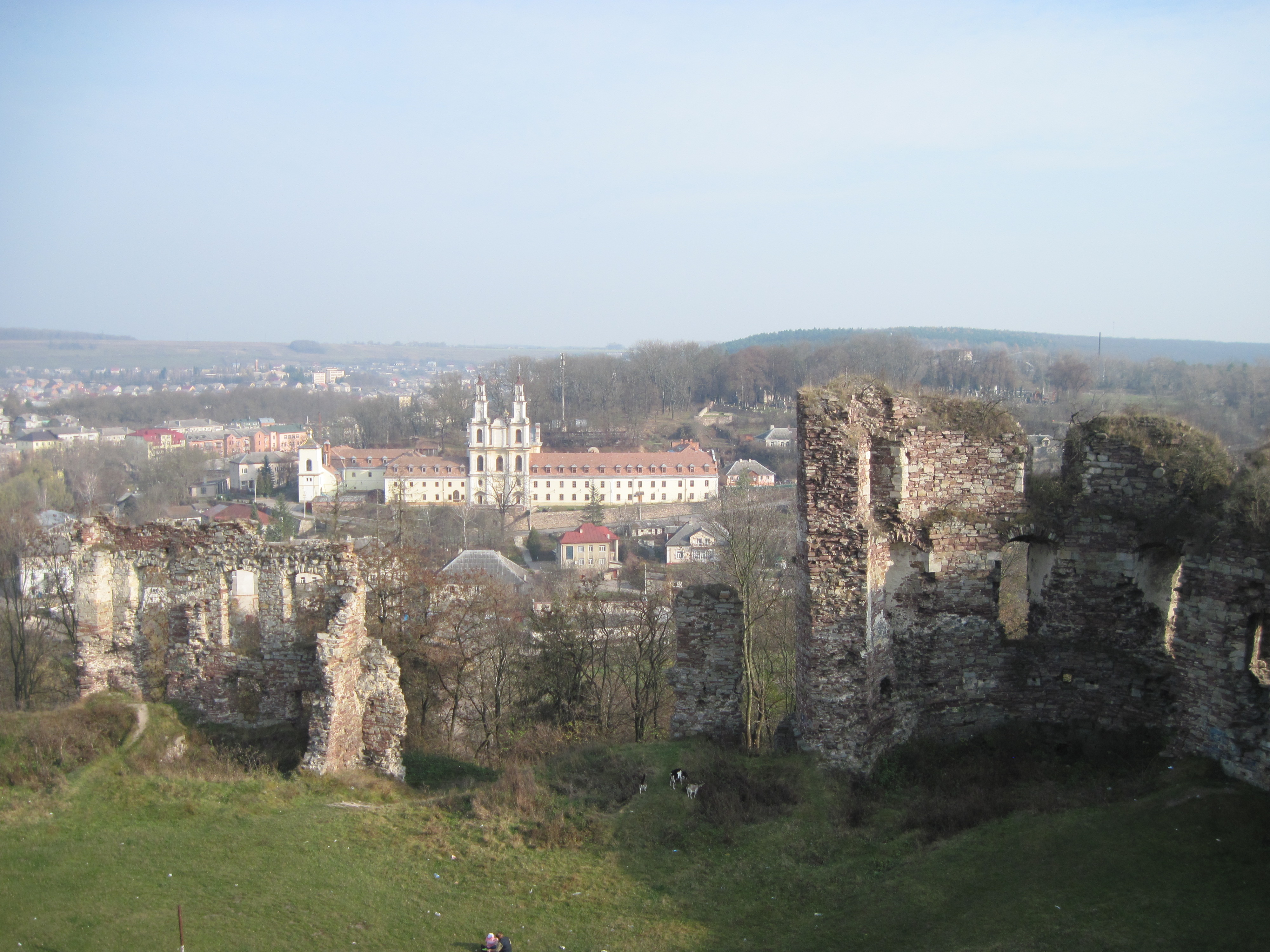
widok na cmentarz ze ściany zamku
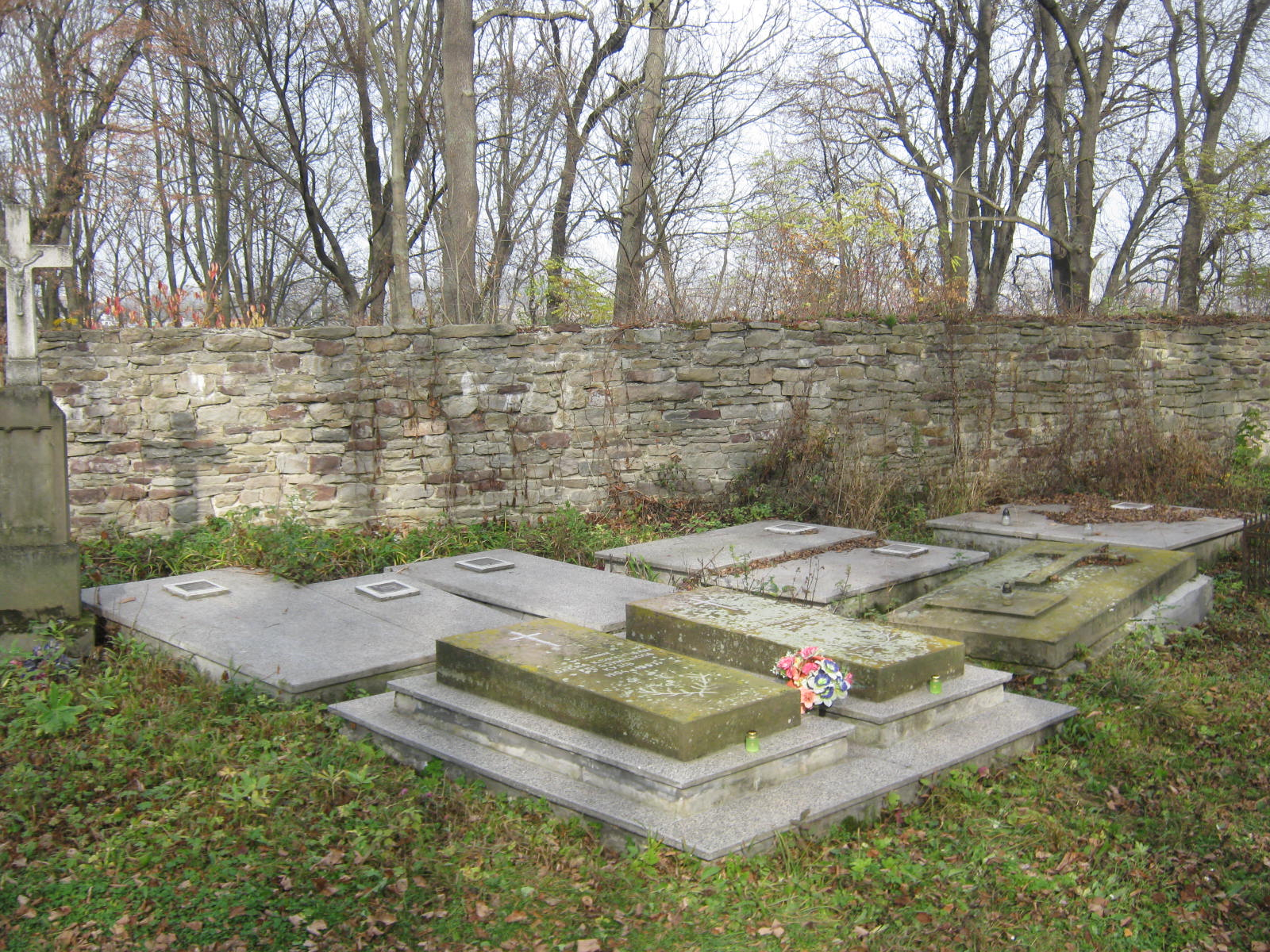
nagrobki Rohozyńskich
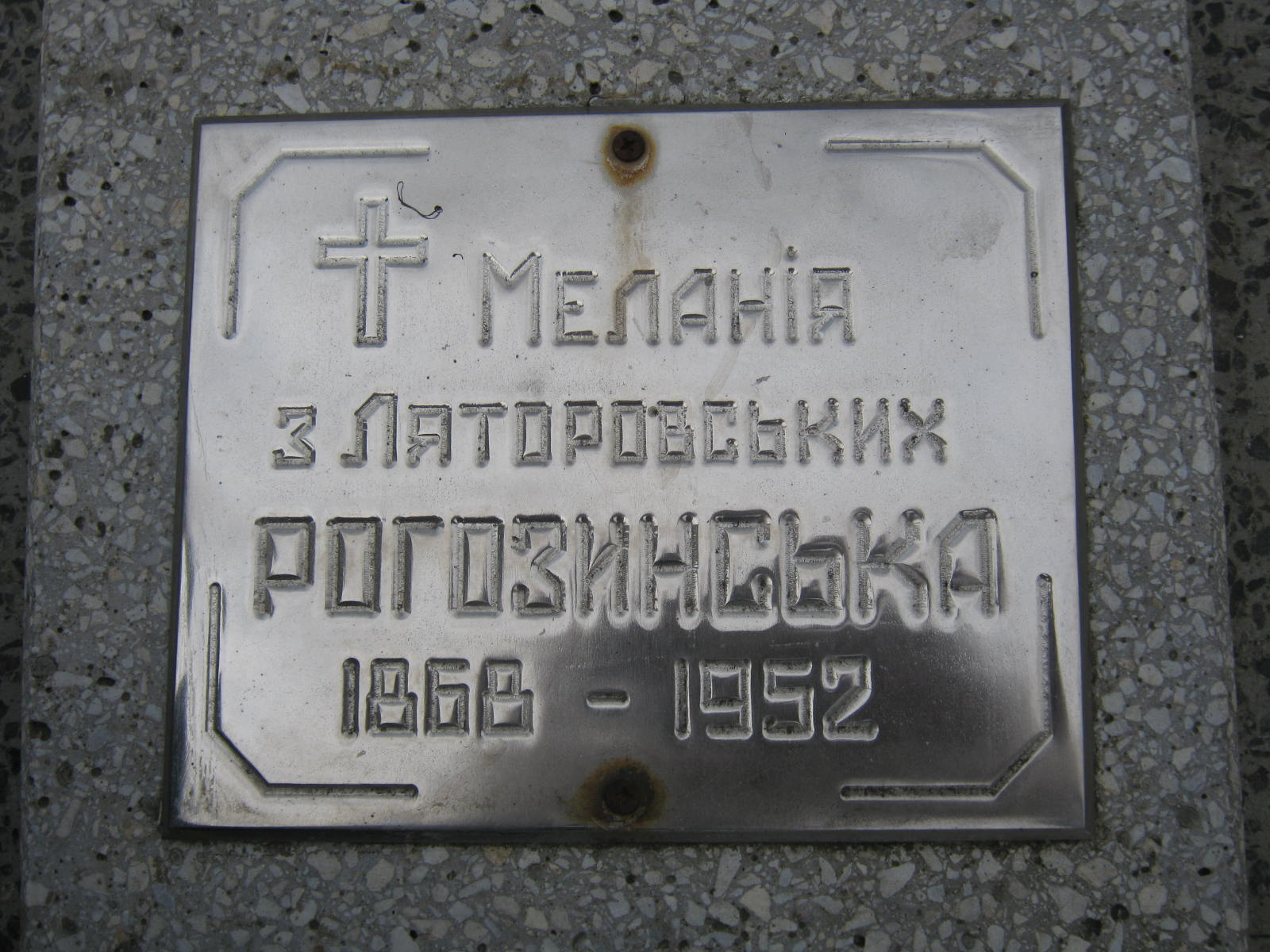
tabliczka nagrobna Melanii Rohozyńskiej
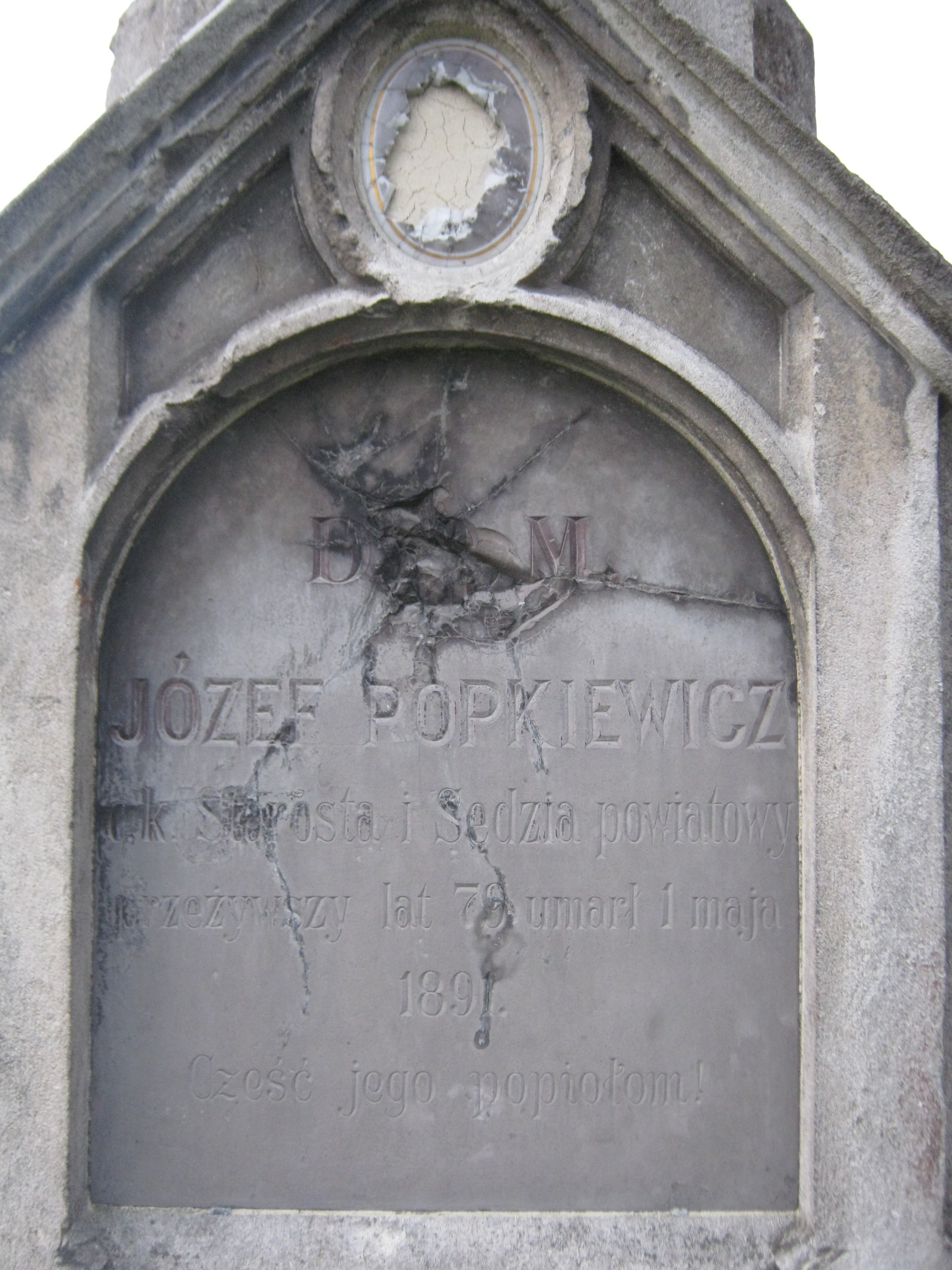
nagrobek J. Popkiewicza
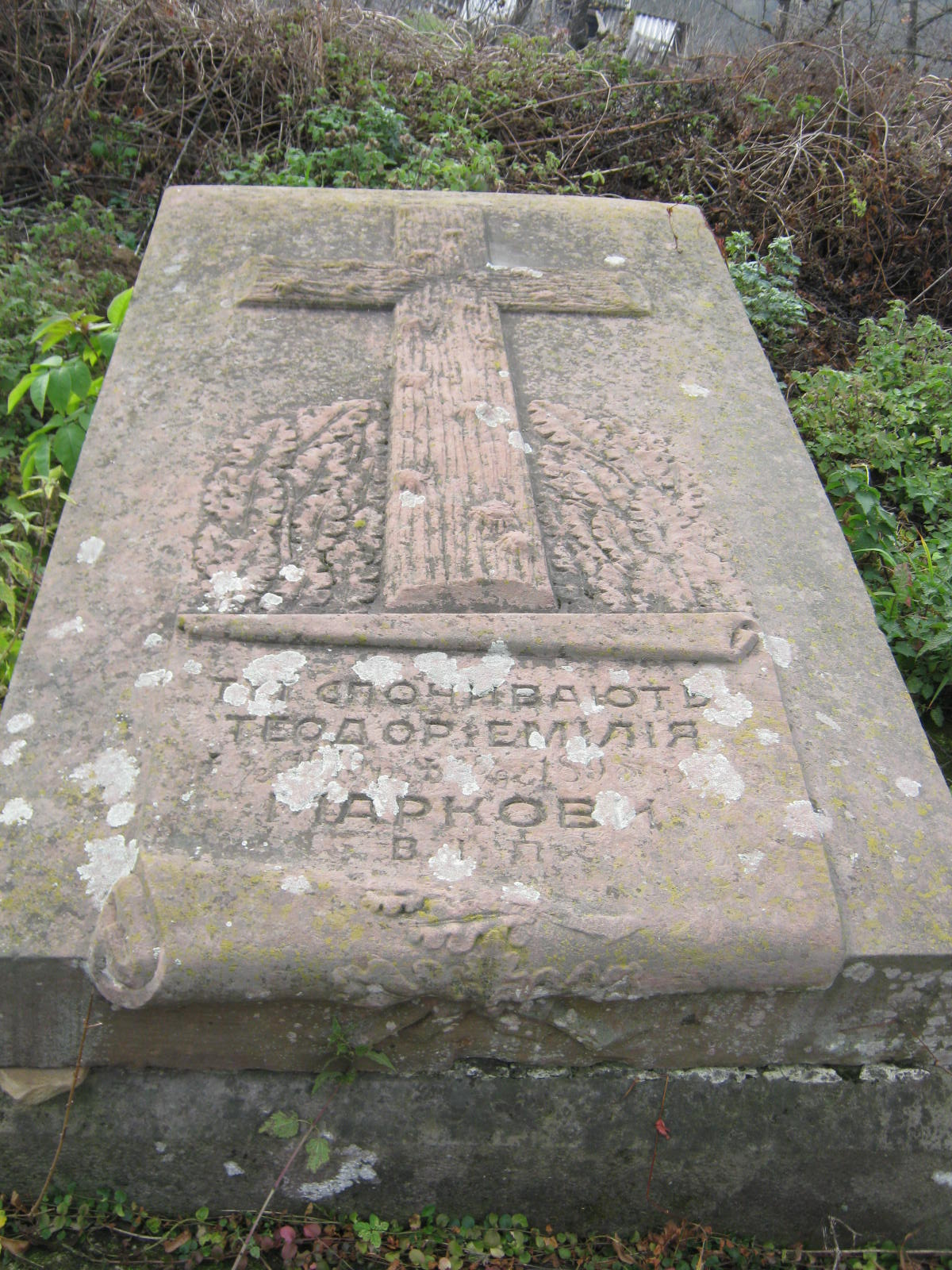
nagrobek T. Markowa z małżonką
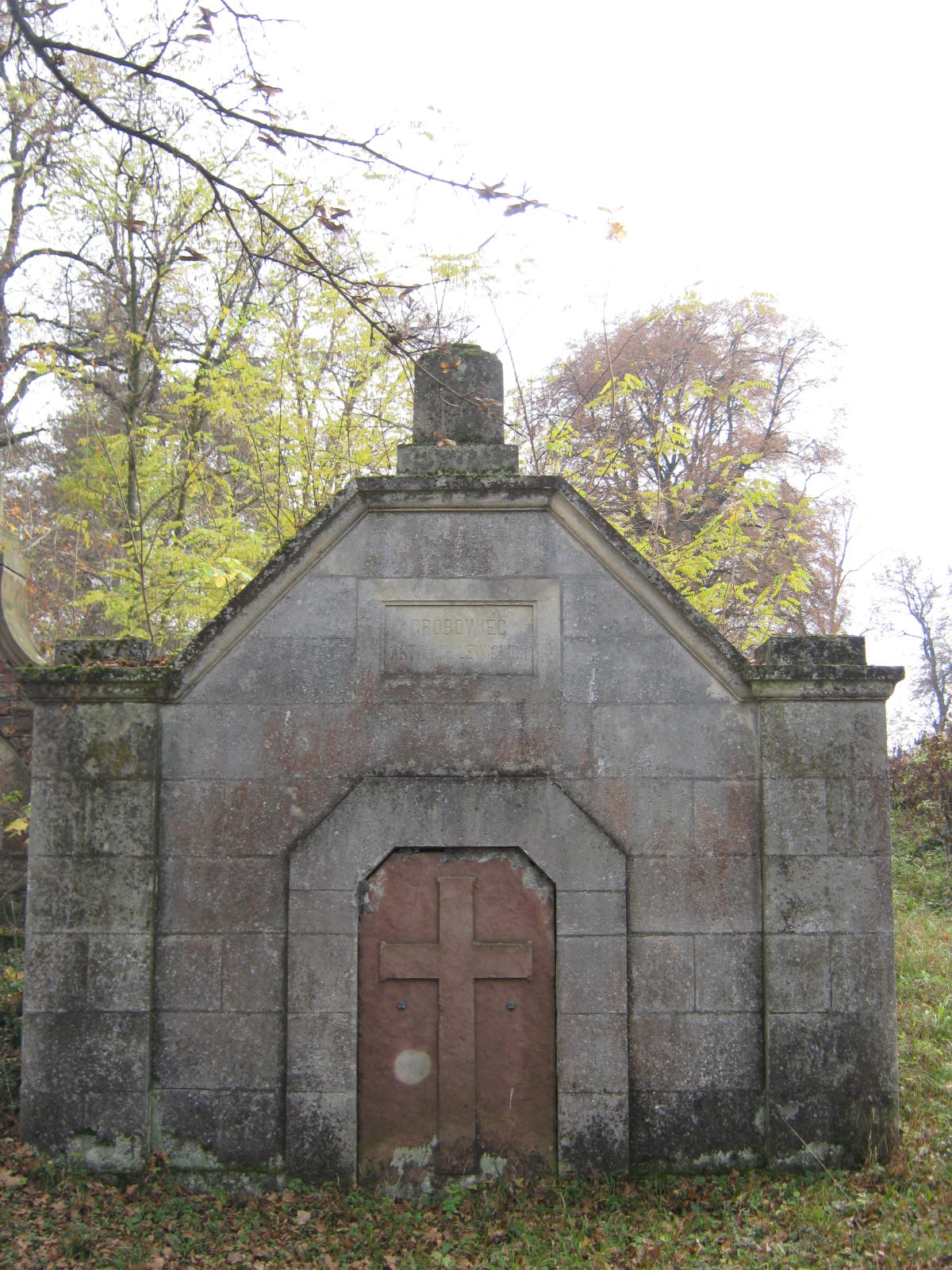
grobowiec Lewickich
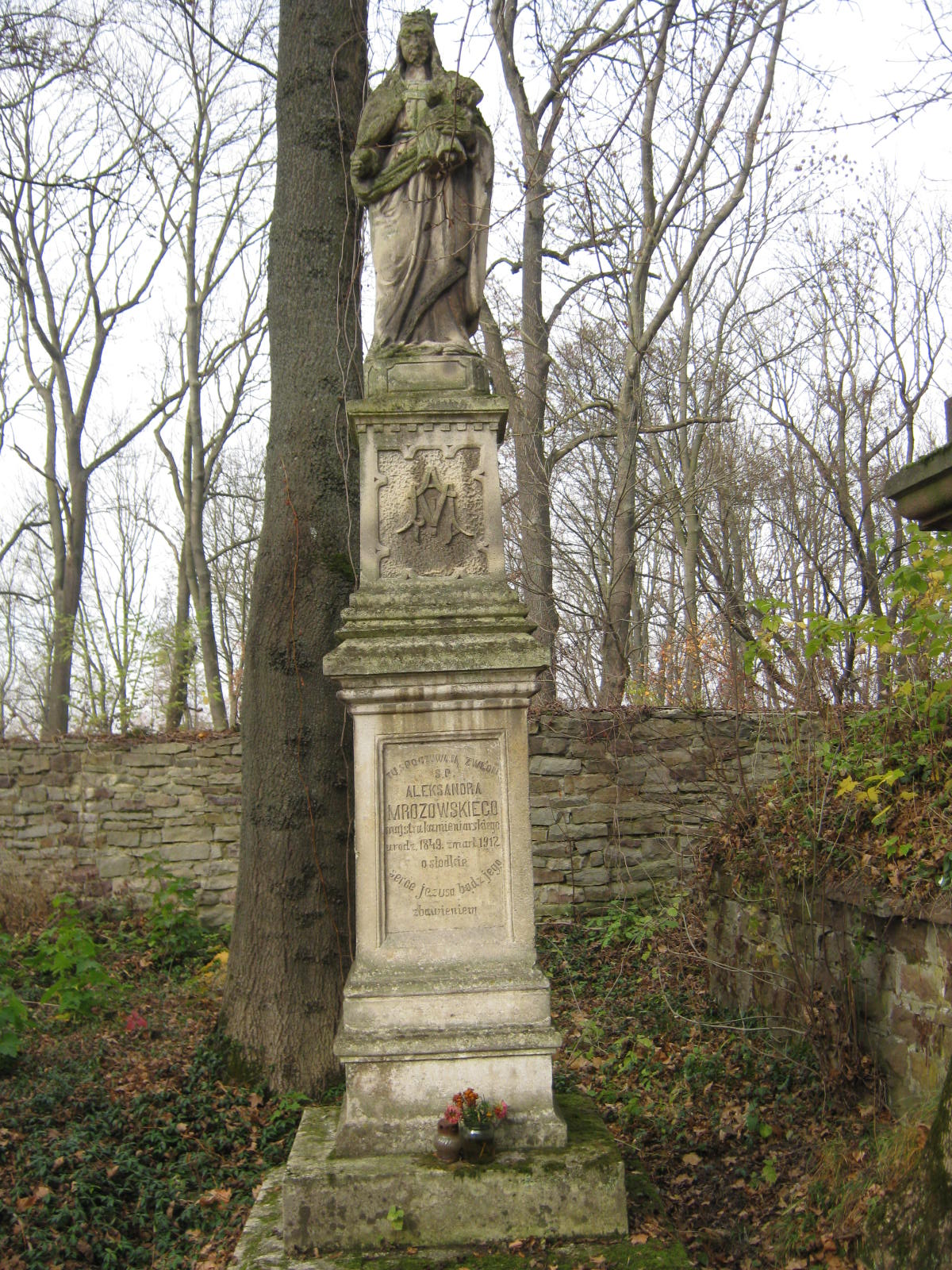
nagrobek kam. Aleksandra Mrozowskiego
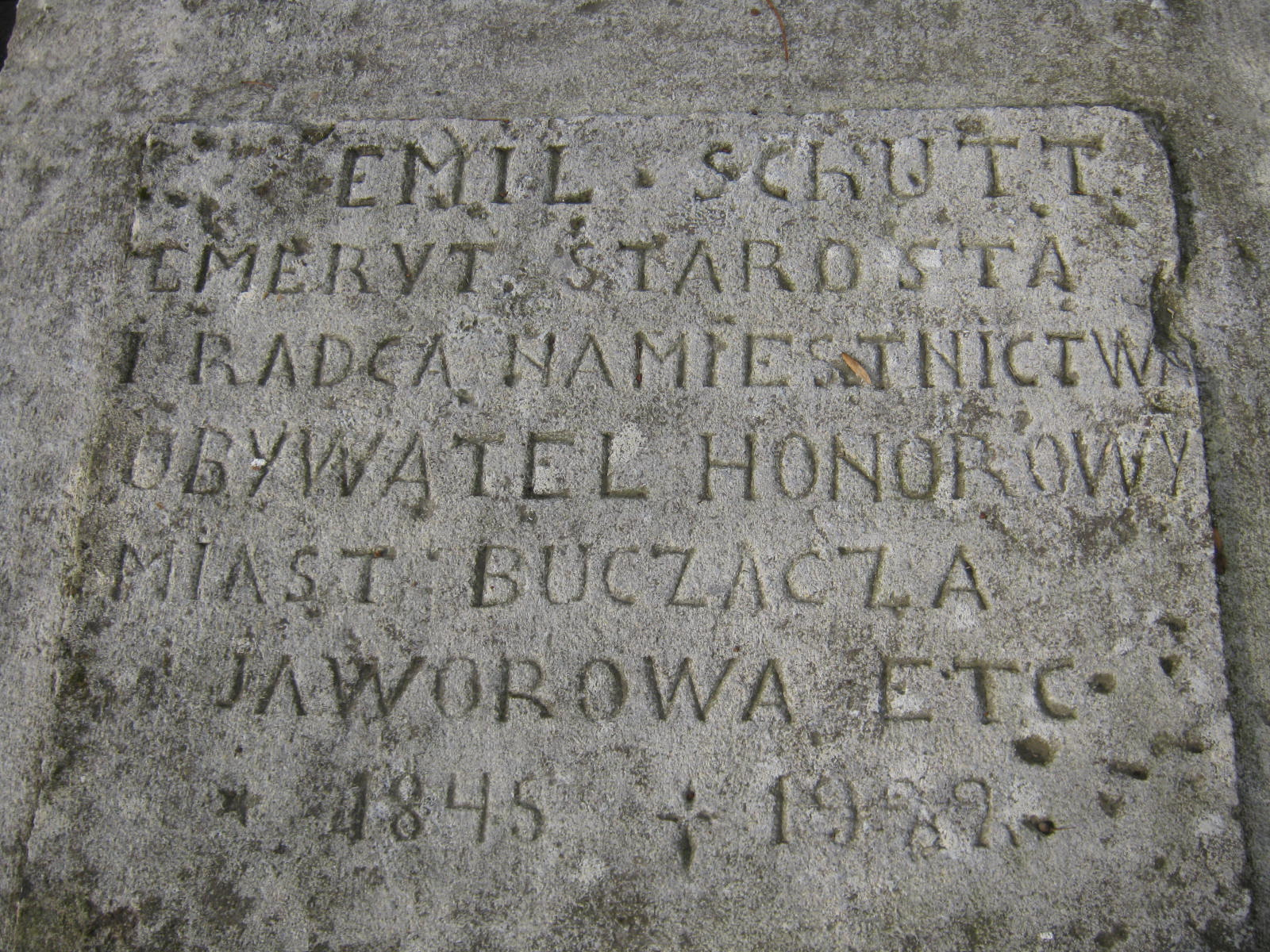
nagrobek Emila Schutta
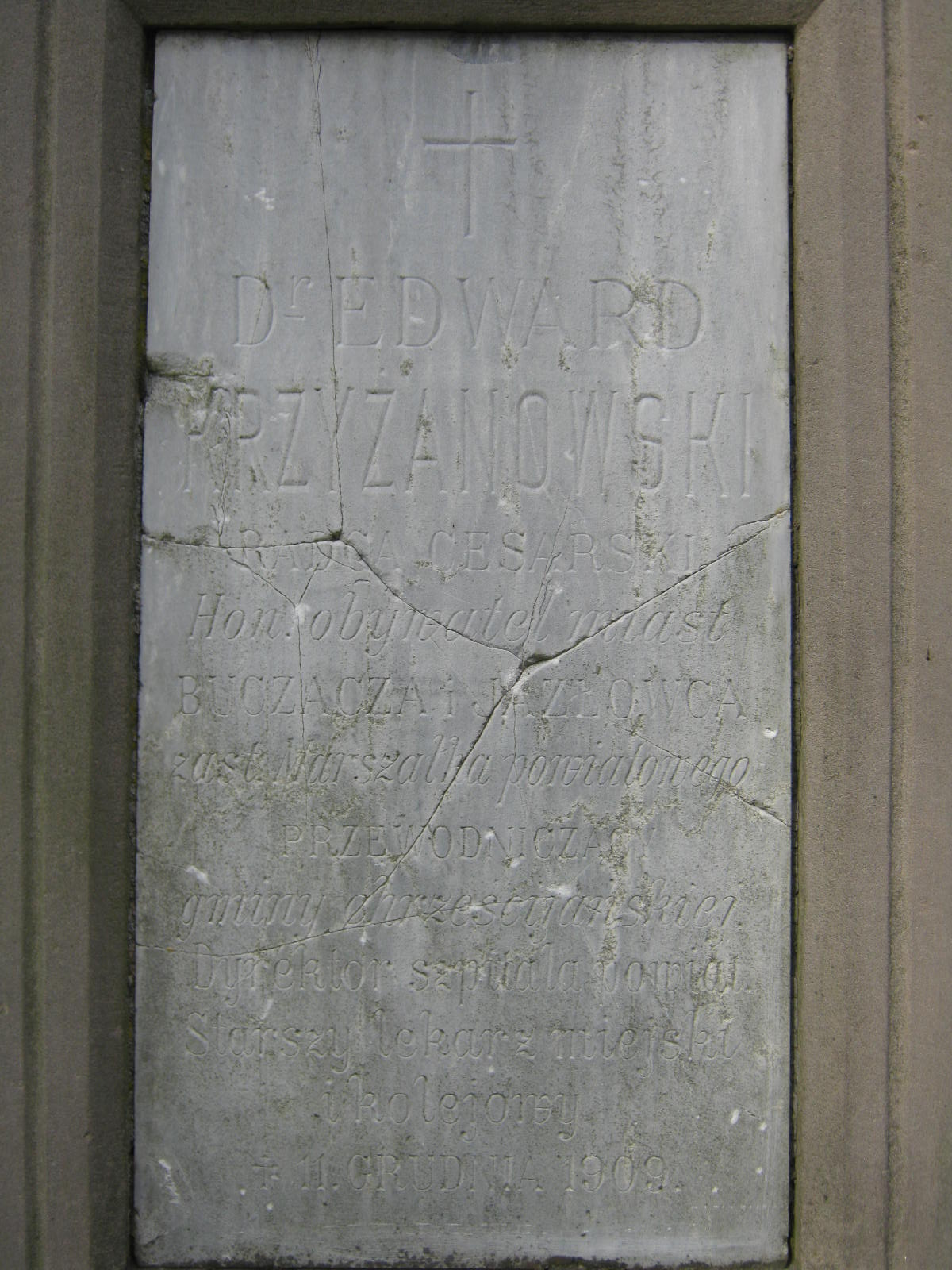
nagrobek E. Krzyżanowskiego
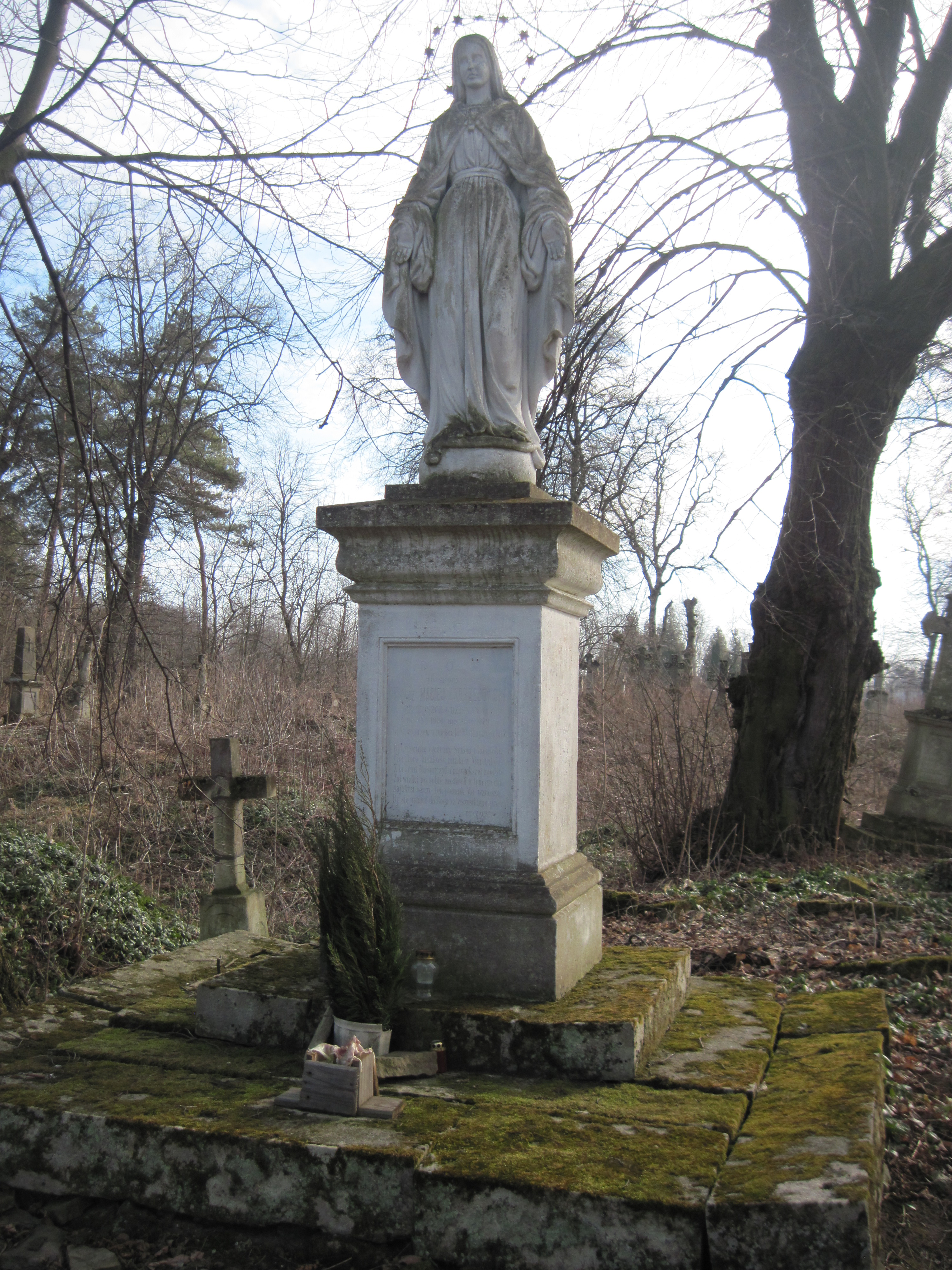
nagrobek ks. Macieja Andrzejowskiego
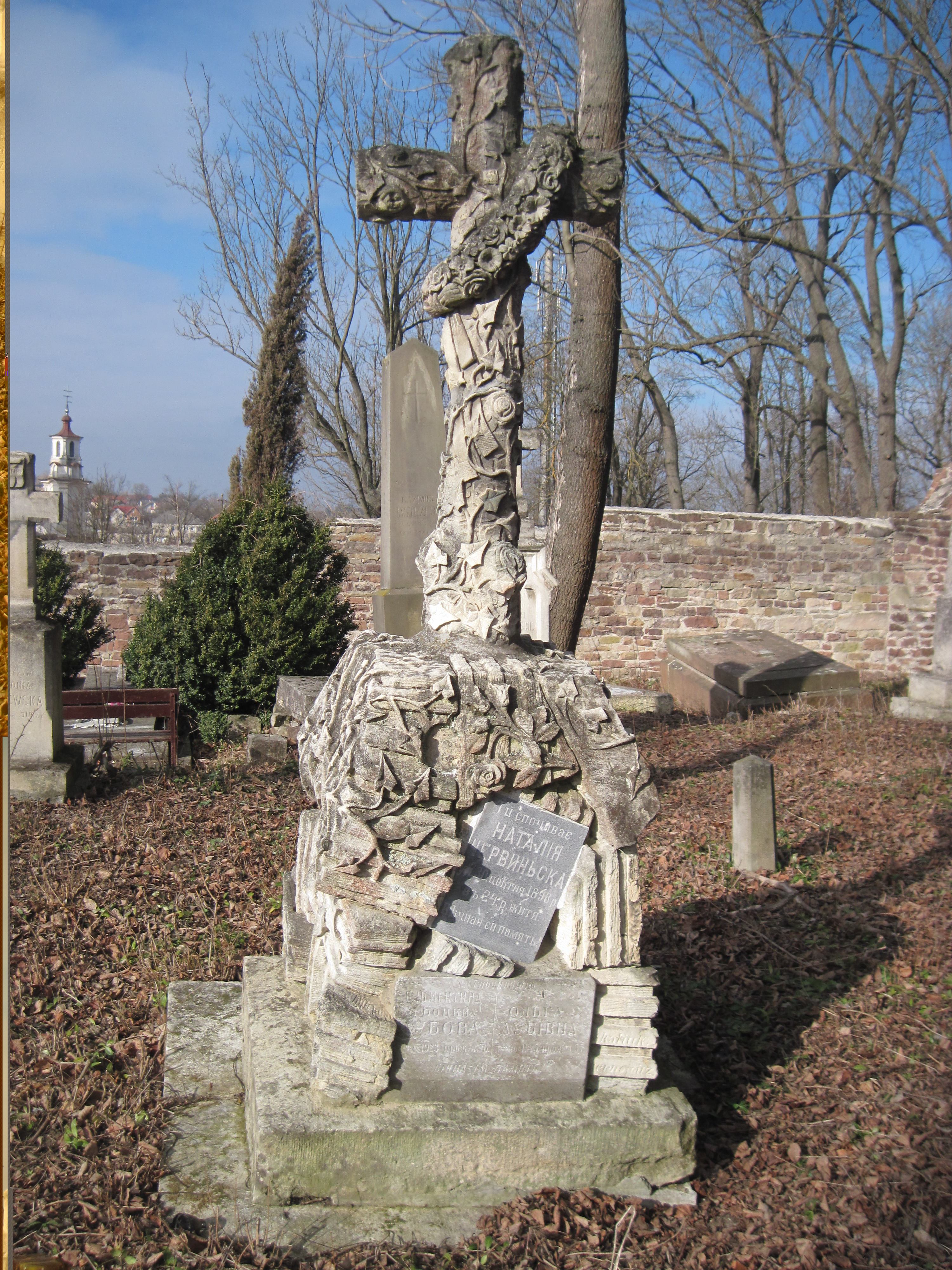
nagrobek N. Czerwińskiej
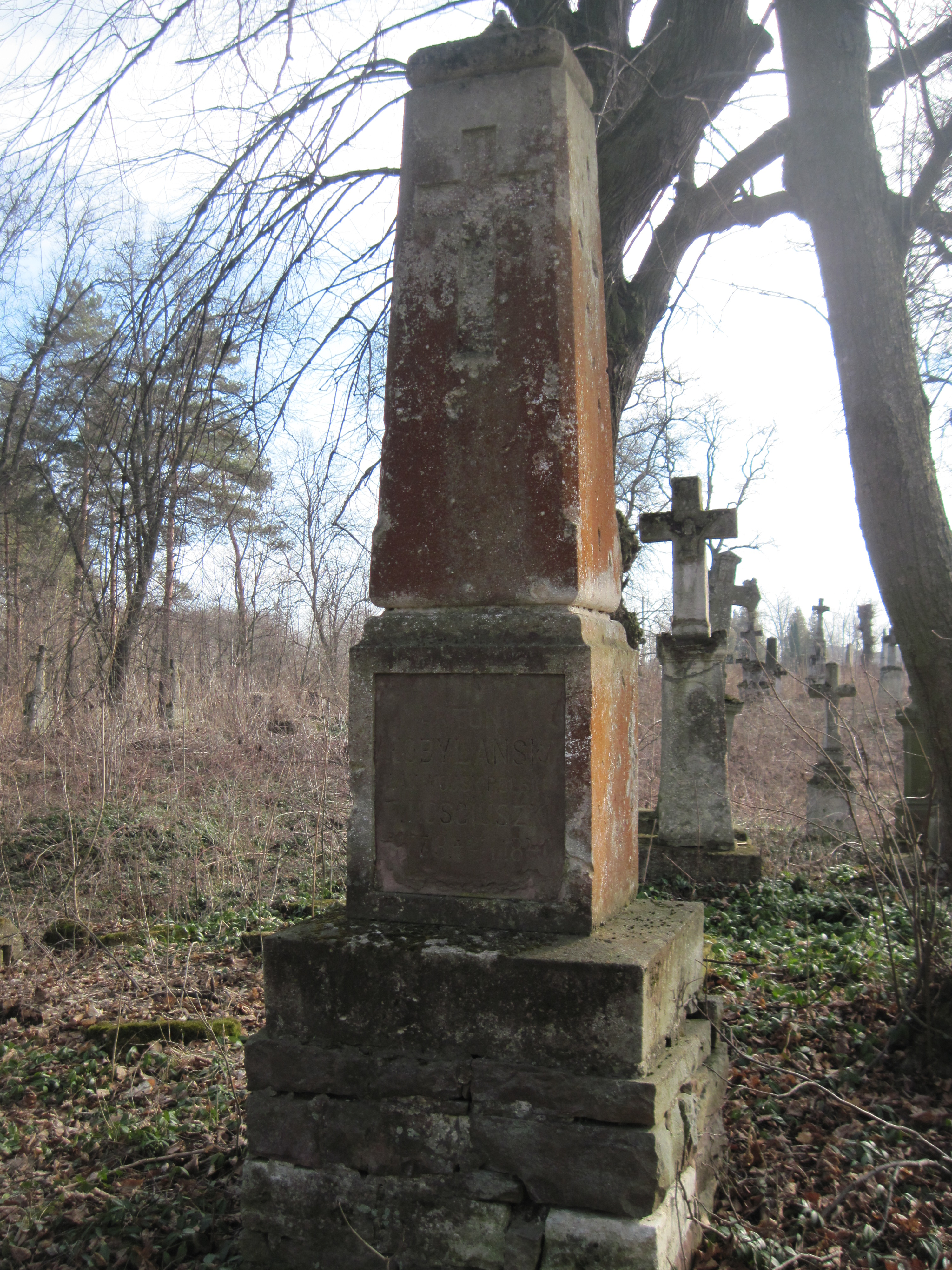
nagrobek A. Kobylańskiego
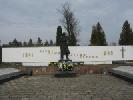
pomnik żołnierzy radzieckich
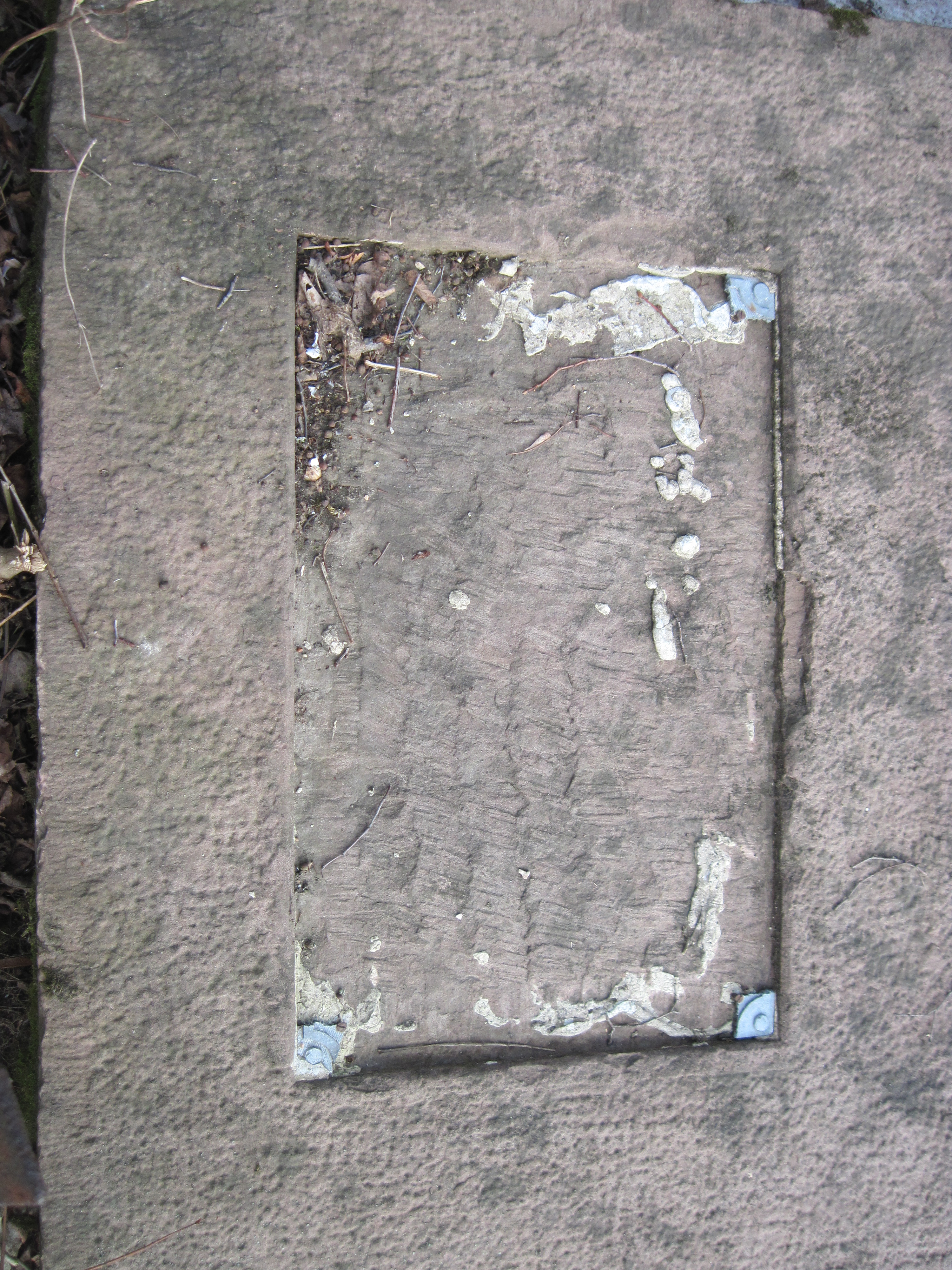
wandalizm